# Израильско-чадские отношения
Израильско-чадские отношения — двусторонние дипломатические отношения между Израилем и Чадом, установленные впервые в 1960-е годы. В 1972—2019 годах официальных дипломатических отношений между странами не было, однако поддерживались многочисленные негласные контакты. Отношения были официально восстановлены в январе 2019 года.

## История
Чад долгое время поддерживал хорошие отношения с Израилем и входил в так называемый «периферийный союз», созданный первым израильским премьер-министром Давидом Бен-Гурионом. Под давлением ливийского лидера Муамара Каддафи и саудовского короля Фейсала Чад разорвал отношения с Израилем в ноябре 1972 года. Тем не менее в последующие годы осуществлялись неофициальные контакты и израильтяне помогали чадскому правительству. Менахем Бегин поддерживал Хиссена Хабре в противостоянии с Каддафи и чадскими проливийскими силами.
Переговоры о восстановлении отношений велись в 2005 году. Планировалась поездка главы израильского МИДа Сильвана Шалома в Чад.
В июле 2016 года генеральный директор израильского МИДа Дори Голд посетил Чад и встретился с его президентом Идрисом Деби в его родной деревне на границе с Суданом. На встрече политики обсудили налаживание сотрудничества между странами и возможность восстановления дипломатических отношений.
В конце 2018 года израильская делегация, возглавляемая высокопоставленным сотрудником штаба национальной безопасности в министерстве главы правительства, негласно посетила Нджамену. Целью этого визита по сообщению 10 канала израильского телевидения была подготовка соглашения о восстановлении дипломатических отношений между двумя странами.. По некоторым сообщениям работы по восстановлению отношений ведутся с лета 2018 года и ещё две мусульманские страны, Нигер и Мали, последуют примеру соседа, если Чад восстановит отношения с еврейским государством.
25 ноября 2018 года Израиль посетил с официальным визитом президент Чада Идрис Деби. Этот визит примечателен тем, что на момент визита между двумя странами не было дипломатических отношений. Президент Деби встретился и провёл переговоры с главой израильского правительства Биньямином Нетаньяху.
В январе 2019 года в Чад с официальным визитом прибыл израильский премьер-министр Биньямин Нетяньяху. Во время визита было объявлено о восстановлении дипломатических отношений между двумя странами. В ответ на этот шаг джихадистская группировка «Нусрат аль-Ислам» совершила нападение на контингент ООН в Мали.
В марте 2020 года стало известно о том, что Чад снял воздушную блокаду Израиля, позволив самолётам третьих стран совершать рейсы в Тель-Авив через своё воздушное пространство.
В сентябре 2020 года состоялся официальный визит в Израиль главы чадского правительства Абделькарима Деби и главы разведслужб Ахмада Кугари. Они встретились с израильским премьером Нетаньяху и обсудили возможность открытия посольства в Иерусалиме. Кроме того, прошли переговоры о сотрудничестве в борьбе с терроризмом, в сферах кибертехнологии, водных ресурсов и сельского хозяйства. Чадская делегация также провела переговоры с главой совета нацбезопасности Меиром Бен-Шабатом и исполняющим обязанности генерального директора министерства главы правительства Роненом Перецем.
17 сентября 2020 года в Израиль прибыл самолёт ВВС Чада, который доставит в эту страну гуманитарную помощь, в частности, медицинское оборудование для борьбы с COVID-19, предоставленное израильским правительством.
В мае 2022 года израильский посол Бен Бургель вручил верительные грамоты президенту Чада Идрису Деби. Вручение грамот произошло 50 лет после разрыва дип. отношений между двумя странами. Бургель является нерезидентным послом и работает в израильском посольстве в Сенегале; он также аккредитован на Гвинею, Гвинею-Бисау, Гамбию и Кабо-Верде.
31 января 2023 года президент Чада Махамат Деби посетил Израиль с первым официальным визитом. В рамках визита Деби встретился с премьером Нетаньяху, а также с министром по стратегическим делам, главой «Моссада», военным секретарём премьер-министра и израильским послом в Чаде. Президента Деби сопровождали глава МИД, министр обороны, глава администрации президента и глава секретной службы Чада. 2 февраля состоялась торжественная церемония открытия посольства Чада в Израиле в городе Рамат-Ган.
В ноябре 2023 года на фоне операции «Железные мечи» Чад отозвал своего поверенного в делах из Израиля.